# Olympische Sommerspiele 1984/Teilnehmer (Portugal)
| Gelbes Symbol für Goldmedaillen mit stilisierten Olympischen Ringen | Graues Symbol für Silbermedaillen mit stilisierten Olympischen Ringen | Braundes Symbol für Bronzemedaillen mit stilisierten Olympischen Ringen |
| ------------------------------------------------------------------- | --------------------------------------------------------------------- | ----------------------------------------------------------------------- |
| 1                                                                   | —                                                                     | 2                                                                       |

Portugal nahm an den Olympischen Sommerspielen 1984 in Los Angeles, USA, mit einer Delegation von 38 Sportlern (29 Männer und neun Frauen) teil. Chef de Mission war José Vicente Moura.

## Medaillengewinner

### Gold
| Name         | Sportart       | Wettkampf |
| ------------ | -------------- | --------- |
| Carlos Lopes | Leichtathletik | Marathon  |

### Bronze
| Name           | Sportart       | Wettkampf  |
| -------------- | -------------- | ---------- |
| António Leitão | Leichtathletik | 5000 Meter |
| Rosa Mota      | Leichtathletik | Marathon   |

## Teilnehmer nach Sportarten

### Bogenschießen
- Rui Santos
Einzel: 51. Platz

### Fechten
- João Marquilhas
Säbel, Einzel: 31. Platz

### Gewichtheben
- Raúl Diniz
Fliegengewicht: DNF

- Francisco Coelho
Halbschwergewicht: 13. Platz

### Judo
- João Neves
Papiergewicht: 9. Platz

- Rui Rosa
Halbleichtgewicht: 20. Platz

- Hugo d'Assunção
Leichtgewicht: 19. Platz

- António Roquete
Halbmittelgewicht: 14. Platz

### Leichtathletik
- Luís Barroso
100 Meter: Vorläufe
200 Meter: Vorläufe

- António Leitão
5000 Meter: Bronze

- Ezequiel Canário
5000 Meter: 9. Platz

- João Campos
5000 Meter: Halbfinale

- Fernando Mamede
10.000 Meter: DNF

- Carlos Lopes
Marathon: Gold

- Cidálio Caetano
Marathon: DNF

- Delfim Moreira
Marathon: DNF

- José Pinto
20 Kilometer Gehen: 25. Platz
50 Kilometer Gehen: 8. Platz

- Albertina Machado
Frauen, 800 Meter: Vorläufe
Frauen, 3000 Meter: Vorläufe

- Aurora Cunha
Frauen, 3000 Meter: 6. Platz

- Rosa Mota
Frauen, 3000 Meter: Vorläufe
Frauen, Marathon: Bronze

- Rita Borralho
Frauen, Marathon: 38. Platz

- Conceição Ferreira
Frauen, Marathon: 39. Platz

### Moderner Fünfkampf
- Luís Monteiro
Einzel: 43. Platz
Mannschaft: 16. Platz

- Roberto Durão
Einzel: 44. Platz
Mannschaft: 16. Platz

- Manuel Barroso
Einzel: 49. Platz
Mannschaft: 16. Platz

### Rhythmische Sportgymnastik
- Margarida Carmo
Frauen, Einzel: 18. Platz

- María João Falcão
Frauen, Einzel: 22. Platz in der Qualifikation

### Schießen
- Francisco Neto
Schnellfeuerpistole: 20. Platz

- José Jacques Pena
Schnellfeuerpistole: 42. Platz
Freie Scheibenpistole: 39. Platz

- José Faria
Trap: 28. Platz

- João Rebelo
Trap: 54. Platz

- Isabel Chitas
Frauen, Sportpistole: 15. Platz

### Schwimmen
- Alexandre Yokochi
100 Meter Brust: 34. Platz
200 Meter Brust: 7. Platz

- João Santos
100 Meter Schmetterling: 37. Platz
200 Meter Schmetterling: 23. Platz

### Segeln
- José Pedro Monteiro
Windsurfen: 22. Platz

- António Correia
Star: 17. Platz

- Henrique Anjos
Star: 17. Platz

### Wasserspringen
- Joana Figueiredo
Frauen, Kunstspringen: 22. Platz in der Qualifikation